# Otto Weiglein
Otto Weiglein (* 5. April 1912 in Geesdorf, heute Wiesentheid; † 23. September 1998 ebenda) war zwischen 1946 und 1950 Landtagsabgeordneter des Bayerischen Landtages. 

## Leben und Wirken
Otto Weiglein wurde am 5. April 1912 im unterfränkischen Geesdorf geboren. Er besuchte die Landwirtschaftsschule und übernahm später den elterlichen Bauernhof. Gleichzeitig engagierte sich Weiglein in der katholischen Jugendbewegung. Neben seiner Arbeit machte er mehrere Weiterbildungen und spezialisierte sich auf die Schädlingsbekämpfung, insbesondere im Obstbau. Otto Weiglein wurde im Jahr 1952 deshalb auch Vorsitzender des Bezirksverbands für Obst- und Gartenbau in Unterfranken. Das Amt übte er bis 1982 aus.
Während der Zeit des Nationalsozialismus wurde Weiglein wegen seiner politischen und religiösen Anschauungen 1934 in Schutzhaft genommen. Im Zweiten Weltkrieg wurde der Landwirt Sanitäts-Unteroffizier. Nach Kriegsende stieg Weiglein schnell zum Bürgermeister von Geesdorf auf, da er als unbelastet von der nationalsozialistischen Ideologie galt. 1945 wählte die Bevölkerung ihn zum Bürgermeister, gleichzeitig wurde Weiglein Kreistagsabgeordneter für die CSU.
Neben seinem politischen Engagement bekleidete er auch mehrere Ehrenämter. So war Otto Weiglein Aufsichtsrat im Überlandwerk Lülsfeld, Mitglied im Würzburger St. Brunowerk und Anstaltsbeirat in der Justizvollzugsanstalt Ebrach. Am 1. Dezember 1946 wurde Weiglein zum Landtagsabgeordneten für den Wahlkreis Unterfranken gewählt. Er wurde Mitglied im Ausschuss für Eingaben und Beschwerden, ab 1949 war er Teil des Ausschusses für Ernährung und Landwirtschaft. 1950 schied Weiglein aus dem Landtag aus, 1982 wurde er zum Ehrenbürger der Gemeinde Wiesentheid ernannt.